# Il processo (film 1948)
Il processo (Der Prozeß) è un film del 1948 diretto da Georg Wilhelm Pabst.

## Riconoscimenti
- 1948 - Mostra internazionale d'arte cinematografica
  - Coppa Volpi per la migliore interpretazione maschile (Ernst Deutsch)
  - Premio internazionale per la migliore regia